# Hessentag 1978
Der Hessentag 1978 war der 18. Hessentag. Er dauerte neun Tage und fand vom 24. Juni bis 2. Juli 1978 in der nordhessischen Kleinstadt Hofgeismar statt. Eröffnet wurde das Landesfest vom hessischen Ministerpräsidenten Holger Börner. Insgesamt wurden 300.000 Besucher verzeichnet. Das Hessentagspaar wurde von Doris Faßmann und Thomas Laubert repräsentiert. Zeitgleich mit dem Hessentag fanden das traditionelle Heimatfest und der Viehmarkt mit 700 Tieren statt.
Hofgeismar war 2015 erneut Ausrichterin des Hessentags.

## Veranstaltungen
Höhepunkte waren die Ausstellungen „Hugenotten in Hessen“ und „Religiöse Kunst in Nordhessen“, die von den Hessischen Staatsarchiven organisiert wurden. 1000 Bundeswehrsoldaten legten öffentlich ihr Gelöbnis ab und vor 12.000 Zuschauern fand ein Großer Zapfenstreich statt. Hessische Chöre und Gesangsvereine wurden mit der Zelter-Plakette ausgezeichnet und das neue Stadion sowie die neue Stadthalle von Hofgeismar wurden eingeweiht. In zwei Ausstellungen und auf einem Motivwagen wurde der Naturschutz als vorrangige Aufgabe dargestellt. Holger Börner stellte die „Hessen-Krawatte“ und das „Hessentuch“ vor. Jürgen Vietor, Copilot der 1977 entführten Passagiermaschine Landshut, war Ehrengast.